# Storage Networking Industry Association
Die Storage Networking Industry Association (SNIA), gegründet 1997, ist eine nicht gewinnorientierte Handelsvereinigung mit Sitz in San Francisco. Ihr Ziel ist es, Speicher-Netzwerke zu kompletten und vertrauenswürdigen Produkten im IT-Bereich werden zu lassen. Dazu unterstützen sie technische Arbeitsgruppen, veranstalten die "Storage Networking World Conference" und unterhalten ein unabhängiges Technologiezentrum in Colorado Springs im US-Bundesstaat Colorado.
Folgende Punkte stehen bei der SNIA im Vordergrund:
- Eine Autorität für Daten- und Speicher-Netzwerke sein
- Eine verstärkende Wirkung für die Entwicklung von Standards bewirken

SNIA Standards:
- DDF, ein herstellerunabhängiges Datenformat für RAID-Systeme.
- SMI-S, ein herstellerübergreifender Standard zur Verwaltung von Geräten in Storage Area Networks.